# Обогащение полезных ископаемых
Обогаще́ние поле́зных ископа́емых — совокупность методов и процессов первичной обработки минерального сырья, имеющая своей целью отделение всех ценных минералов от пустой породы, а также взаимное разделение ценных минералов.

## Общая информация
При обогащении возможно получение как конечных товарных продуктов (асбест, графит и др.), так и концентратов, пригодных для дальнейшей химической или металлургической переработки. Обогащение — наиважнейшее промежуточное звено между добычей полезных ископаемых и использованием извлекаемых веществ. В основе теории обогащения лежит анализ свойств минералов и их взаимодействия в процессах разделения — минералургия.
Обогащение позволяет существенно увеличить концентрацию ценных компонентов. Содержание важных цветных металлов — меди, свинца, цинка — в рудах составляет 0,3—2 %, а в их концентратах — 20—70 %. Концентрация молибдена увеличивается от 0,1—0,05 % до 47—50 %, вольфрама — от 0,1—0,2 % до 45—65 %, зольность угля снижается от 25—35 % до 2—15 %. В задачу обогащения входит также удаление вредных примесей минералов (мышьяк, сера, кремний и т. д.). Извлечение ценных компонентов в концентрат в процессах обогащения составляет от 60 до 95 %.
Операции обработки, которым подвергают на обогатительной фабрике горную массу, подразделяют на: основные (собственно обогатительные); подготовительные и вспомогательные.
Все существующие методы обогащения основаны на различиях в физических или физико-химических свойствах отдельных компонентов полезного ископаемого. Существует, например, гравитационное, магнитное, электрическое, флотационное, бактериальное и др. способы обогащения.

## Технологический эффект обогащения
Предварительное обогащение полезных ископаемых позволяет:
- увеличить промышленные запасы минерального сырья за счёт использования месторождений бедных полезных ископаемых с низким содержанием полезных компонентов;
- повысить продуктивность труда на горных предприятиях и снизить стоимость добываемой руды за счёт механизации горных работ и сплошной выемки полезного ископаемого вместо выборочной;
- повысить технико-экономические показатели металлургических и химических предприятий при переработке обогащённого сырья за счёт снижения затрат топлива, электроэнергии, флюсов, химических реактивов, улучшения качества готовых продуктов и снижения потерь полезных компонентов с отходами;
- осуществить комплексное использование полезных ископаемых, потому что предварительное обогащение позволяет извлечь из них не только основные полезные компоненты, но и сопутствующие, которые содержатся в малых количествах;
- снизить затраты на транспортировку к потребителям продукции горного производства за счёт транспортирования более богатых продуктов, а не всего объёма добытой горной массы, содержащей полезное ископаемое;
- выделить из минерального сырья вредные примеси, которые при дальнейшей их переработке могут ухудшать качество конечной продукции, загрязнять окружающую среду и угрожать здоровью людей.

Переработка полезных ископаемых осуществляется на обогатительных фабриках, представляющих собой сегодня мощные высокомеханизированные предприятия со сложными технологическими процессами.

## Классификация процессов обогащения
Переработка полезных ископаемых на обогатительных фабриках включает ряд последовательных операций, в результате которых достигается отделение полезных компонентов от примесей. По своему назначению процессы переработки полезных ископаемых разделяют на подготовительные, основные (обогатительные) и вспомогательные (заключительные).

### Подготовительные процессы
Подготовительные процессы предназначены для раскрытия или открытия зёрен полезных компонентов (минералов), входящих в состав полезного ископаемого, и деления его на классы крупности, удовлетворяющие технологическим требованиям последующих процессов обогащения. К подготовительным относят процессы дробления, измельчения, грохочения и классификации.

#### Дробление и измельчение
Дробление и измельчение — процесс разрушения и уменьшения размеров кусков минерального сырья (полезного ископаемого) под действием внешних механических, тепловых, электрических сил, направленных на преодоления внутренних сил сцепления, связывающих между собой частички твёрдого тела.
По физике процесса между дроблением и измельчением нет принципиальной разницы. Условно принято считать, что при дроблении получают частицы крупнее 5 мм, а при измельчении — мельче 5 мм. Размер наиболее крупных зёрен, до которого необходимо раздробить или измельчить полезное ископаемое при его подготовке к обогащению, зависит от размера включений основных компонентов, входящих в состав полезного ископаемого, и от технических возможностей оборудования, на котором предполагается проводить следующую операцию переработки раздробленного (измельчённого) продукта.
Раскрытие зёрен полезных компонентов — дробления или (и) измельчения сростков до полного освобождения зёрен полезного компонента и получения механической смеси зёрен полезного компонента и пустой породы (микста). Открытие зёрен полезных компонентов — дробление или (и) измельчения сростков до высвобождения части поверхности полезного компонента, что обеспечивает доступ к нему реагента.
Дробление проводят на специальных дробильных установках. Дроблением называется процесс разрушения твердых тел с уменьшением размеров кусков до заданной крупности, путём действия внешних сил, преодолевающих внутренние силы сцепления, связывающие между собой частицы твердого вещества. Измельчение дроблёного материала осуществляют в специальных мельницах (как правило, шаровых или стержневых).

#### Грохочение и классификация
Грохочение и классификация применяются с целью разделения полезного ископаемого на продукты разной крупности — классы крупности. Грохочение осуществляется рассеванием полезного ископаемого на решето и ситах с калиброванными отверстиями на мелкий (подрешётный) продукт и крупный (надрешётный). Грохочение применяется для разделения полезных ископаемых по крупности на просевных (просеивающих) поверхностях, с размерами отверстий от миллиметра до нескольких сотен миллиметров.
Грохочение осуществляется специальными машинами — грохотами.
Классификация материала по крупности производится в водной или воздушной среде и базируется на использовании различий в скоростях оседания частичек разной крупности. Большие частички оседают быстрее и концентрируются в нижней части классификатора, мелкие частички оседают медленнее и выносятся из аппарата водным или воздушным потоком. Полученные при классификации крупные продукты называются песками, а мелкие — сливом (при гидравлической классификации) или тонким продуктом (при пневмоклассификации). Классификация используется для разделения мелких и тонких продуктов по зерну размером не более 1 мм.

### Основные (обогатительные) процессы
Основные процессы обогащения предназначены для выделения из исходного минерального сырья одного или нескольких  полезных компонентов. Исходный материал в процессе обогащения  разделяется на соответствующие продукты - концентрат(ы), пром.продукты и отвальные хвосты. В процессах обогащения используют отличия минералов полезного компонента и пустой породы в плотности, магнитной восприимчивости, смачиваемости, электропроводности, крупности, форме зёрен, химических свойствах и др.
Различия в плотности минеральных зёрен используются при обогащении полезных ископаемых гравитационным методом. Его широко применяют при обогащении угля, руд и нерудного сырья.
Магнитное обогащение полезных ископаемых основывается на неодинаковом воздействии магнитного поля на минеральные частички с разной магнитной восприимчивостью и на действии коэрицитивной силы. Магнитным способом, используя магнитные сепараторы, обогащают железные, марганцевые, титановые, вольфрамовые и другие руды. Кроме того, этим способом выделяют железистые примеси из графитовых, тальковых и других полезных ископаемых, применяют для регенерации магнетитовых суспензий.
Различия в смачиваемости компонентов водой используется при обогащении полезных ископаемых флотационным способом. Особенностью флотационного способа является возможность штучного регулирования смоченности и разделения очень тонких минеральных зёрен. Благодаря этим особенностям флотационный способ является одним из наиболее универсальных, он используется для обогащения разнообразных тонковкрапленных полезных ископаемых.
Различия в смачиваемости компонентов используется также в ряде специальных процессов обогащения гидрофобных полезных ископаемых — в масляной агломерации, масляной грануляции, полимерной (латексной) и масляной флокуляции.
Полезные ископаемые, компоненты которых имеют различия в электропроводности или имеют способность под действием тех или иных факторов приобретать разные по величине и знаку электрические заряды, могут обогащаться способом электрической сепарации. К таким полезным ископаемым относятся апатитовые, вольфрамовые, оловянные и другие руды.
Обогащение по крупности используется в тех случаях, когда полезные компоненты представлены более крупными или, наоборот, более мелкими зёрнами в сравнении с зёрнами пустой породы. В россыпях полезные компоненты находятся в виде мелких частичек, поэтому выделение крупных классов позволяет избавиться от значительной части породных примесей.
Различия в форме зёрен и коэффициенте трения позволяют отделять плоские чешуйчатые частички слюды или волокнистые агрегаты асбеста от частичек породы, которые имеют округлую форму. При движении по наклонной плоскости волокнистые и плоские частички скользят, а округлые зёрна скатываются вниз. Коэффициент трения качения всегда меньше коэффициента трения скольжения, поэтому плоские и округлые частички движутся по наклонной плоскости с разными скоростями и по разным траекториям, что создаёт условия для их разделения.
Различия в оптических свойствах компонентов используется при обогащении полезных ископаемых способом фотометрической сепарации. Этим способом осуществляется механическое рудоразделение зёрен, имеющих разный цвет и блеск (например, отделение зёрен алмазов от зёрен пустой породы).
Отличия в адгезионных и сорбционных свойствах минералов полезного компонента и пустой породы лежит в основе адгезионного и сорбционного способов обогащения золота и адгезионного обогащения алмазов (способы принадлежат к специальным способам обогащения).
Разные свойства компонентов полезного ископаемого взаимодействовать с химическими реагентами, бактериями и (или) их метаболитами обуславливает принцип действия химического и бактериального выщелачивания ряда полезных ископаемых (золото, медь, никель).
Разная растворимость минералов лежит в основе современных комплексных (совмещённых) процессов типа «добыча-обогащение» (скважинное растворение солей с дальнейшим выпариванием раствора).
Использование того или иного метода обогащения зависит от минерального состава полезных ископаемых, физических и химических свойств разделяемых компонентов.

### Заключительные операции
Заключительные операции в схемах переработки полезных ископаемых предназначены, как правило, для снижения влажности до кондиционного уровня, а также для регенерации оборотных вод обогатительной фабрики.
Основные заключительные операции — сгущение пульпы, обезвоживание и сушка продуктов обогащения. Выбор метода обезвоживания зависит от характеристик материала, который обезвоживается, (начальной влажности, гранулометрического и минералогического составов) и требований к конечной влажности. Часто необходимой конечной влажности трудно достичь за одну стадию, поэтому на практике для некоторых продуктов обогащения используют операции обезвоживания разными способами в несколько стадий.
Для обезвоживания продуктов обогащения используют способы дренирования (грохоты, элеваторы), центрифугирования (фильтрующие, осадительные и комбинированные центрифуги), сгущения (сгустители, гидроциклоны), фильтрования (вакуум-фильтры, фильтр-прессы) и термической сушки.
Кроме технологических процессов, для нормального функционирования обогатительной фабрики должны быть предусмотрены процессы производственного обслуживания: внутрицеховой транспорт полезного ископаемого и продуктов его переработки, снабжения фабрики водой, электроэнергией, теплом, технологический контроль качества сырья и продуктов переработки.

## Основные методы обогащения полезных ископаемых
По виду среды, в которой производят обогащение, различают обогащение:
- сухое обогащение (в воздухе и аэросуспензии),
- мокрое (в воде, тяжёлых средах),
- в гравитационном поле,
- в поле центробежных сил,
- в магнитном поле,
- в электрическом поле.

Гравитационные методы обогащения основываются на различии в плотности, крупности и скорости движения кусков породы в водной или воздушной среде. При разделении в тяжёлых средах преимущественное значение имеет разница в плотности разделяемых компонентов.
Для обогащения наиболее мелких частиц применяют способ флотации, основанный на разнице в поверхностных свойствах компонентов (избирательной смачиваемости водой, прилипании частиц минерального сырья к пузырькам воздуха).

## Продукты обогащения полезных ископаемых
В результате обогащения полезное ископаемое разделяется на несколько продуктов: концентрат (один или несколько) и отходы. Кроме того, в процессе обогащения могут быть получены промежуточные продукты.

### Концентраты
Концентраты — продукты обогащения, в которых сосредоточено основное количество ценного компонента. Концентраты в сравнении с обогащаемым материалом характеризуются значительно более высоким содержанием полезных компонентов и более низким содержанием пустой породы и вредных примесей. В дальнейшем концентраты направляются на дальнейшую переработку. Концентраты обогащения руд чёрных и цветных металлов могут подвергаться окускованию или сразу направляться напрямую на пирометаллургический передел.

### Отходы
Отходы — конечные продукты обогащения с малым содержанием ценных компонентов, дальнейшее извлечение которых невозможно технически и/или нецелесообразно экономически. (Данный термин равнозначен употреблявшемуся ранее термину отвальные хвосты, но не термину хвосты, которым, в отличие от отходов, называют обеднённый продукт любой отдельно взятой обогатительной операции).

### Промежуточные продукты
Промежуточные продукты (промпродукты) — это механическая смесь сростков с раскрытыми зёрнами полезных компонентов и пустой породы. Промпродукты характеризуются более низким в сравнении с концентратами и более высоким в сравнении с отходами содержанием полезных компонентов.

## Качество обогащения
Качество полезных ископаемых и продуктов обогащения определяется содержанием и извлечением ценного компонента, примесей, сопутствующих элементов, а также влажностью и крупностью.

## Обогащение полезных ископаемых идеальное
Под идеальным обогащением полезных ископаемых (идеальным разделением) понимается процесс разделения минеральной смеси на компоненты, при котором полностью отсутствует засорение каждого продукта посторонними для него частичками. Эффективность идеального обогащения полезных ископаемых составляет 100 % по любым критериям.

## Частичное обогащение полезных ископаемых
Частичное обогащение — это обогащение отдельного класса крупности полезного ископаемого, или выделение наиболее легко отделяемой части засоряющих примесей из конечного продукта с целью повышения концентрации в нём полезного компонента. Применяется, например, для снижения зольности неклассифицированного энергетического угля путём выделения и обогащения крупного класса с дальнейшим смешиванием полученного концентрата и мелкого необогащённого отсева.

## Потери полезных ископаемых при обогащении
Под потерями полезного ископаемого при обогащении понимается количество пригодного для обогащения полезного компонента, которое теряется с отходами обогащения вследствие несовершенства процесса или нарушения технологического режима.
Установлены допустимые нормы взаимозасорения продуктов обогащения для разных технологических процессов, в частности, для обогащения угля. Допустимый процент потерь полезного ископаемого сбрасывается с баланса продуктов обогащения для покрытия расхождений при учёте массы влаги, выноса полезных ископаемых с дымовыми газами сушилен, механических потерь.

## Граница обогащения полезных ископаемых
Граница обогащения полезных ископаемых — это наименьший и наибольший размеры частичек руды, угля, эффективно обогащаемых в обогатительной машине.

## Глубина обогащения
Глубина обогащения — это нижняя граница крупности материала, который подлежит обогащению.
При обогащении угля применяются технологические схемы с границами обогащения 13; 6; 1; 0,5 и 0 мм. Соответственно выделяется необогащённый отсев крупностью 0—13 или 0—6 мм, или шлам крупностью 0—1 или 0—0,5 мм. Граница обогащения 0 мм означает, что все классы крупности подлежат обогащению.

## Международные конгрессы

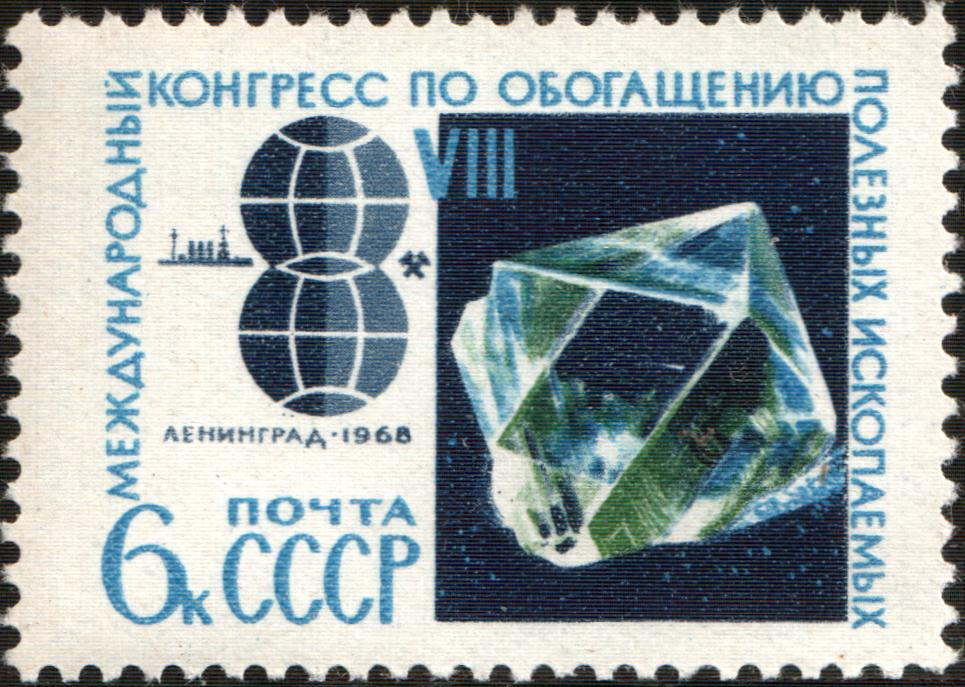
Почтовая марка СССР 1968 года, посвященная VIII Международному конгрессу по обогащению полезных ископаемых, проводившемуся в тот год в Ленинграде

С 1952 года проводятся Международные конгрессы по обогащению полезных ископаемых. Ниже приведён их список.
| Конгресс | Год  | Место проведения |
| -------- | ---- | ---------------- |
| I        | 1952 | Лондон           |
| II       | 1953 | Париж            |
| III      | 1954 | Гослар           |
| IV       | 1955 | Стокгольм        |
| V        | 1960 | Лондон           |
| VI       | 1963 | Кан              |
| VII      | 1964 | Нью-Йорк         |
| VIII     | 1968 | Ленинград        |
| IX       | 1970 | Прага            |
| X        | 1973 | Лондон           |
| XI       | 1975 | Кальяри          |
| XII      | 1975 | Сан-Паулу        |
| XIII     | 1979 | Варшава          |
| XIV      | 1982 | Торонто          |
| XV       | 1985 | Кан              |
| XVI      | 1988 | Стокгольм        |
| XVII     | 1991 | Дрезден          |
| XVIII    | 1993 | Сидней           |
| XIX      | 1995 | Сан-Франциско    |
| XX       | 1997 | Ахен             |
| XXI      | 2000 | Рим              |
| XXII     | 2003 | Кейптаун         |
| XXIII    | 2006 | Стамбул          |
| XXIV     | 2008 | Пекин            |
| XXV      | 2010 | Брисбен          |
| XXVI     | 2012 | Дели             |
| XXVII    | 2014 | Сантьяго         |
| XXVIII   | 2016 | Квебек           |
| XXIX     | 2018 | Москва           |